# 1955
1955. је била проста година.

## Догађаји

### Март
- 2. март — Краљ Камбоџе Нородом Сиханук је абдицирао у корист свог оца Нородома Сурамарита.

### Април
- 5. април — Винстон Черчил подноси оставку на место премијера Уједињеног Краљевства, због лошег здравља, у осамдесетој години живота.
- 6. април — Ентони Идн постаје премијер Уједињеног Краљевства.

### Мај
- 9. мај — Западна Немачка је постала члан НАТО пакта.
- 14. мај — У Варшави потписан уговор о оснивању Варшавског пакта.
- 15. мај — У Бечу је потписан Аустријски државни уговор којим је окончана десетогодишња савезничка окупација, а Аустрија постала независна република у границама од 1. јануара 1938.

- 26. мај — У Београд допутовала делегација Совјетског Савеза на челу са првим секретаром ЦК КПСС Никитом Хрушчовим, у првој званичној посети након 1948.

### Јун
- 2. јун — Југословенски и совјетски лидер Јосип Броз Тито и Никита Хрушчов потписали су Београдску декларацију којом су нормализовани односи Југославије и СССР, нарушени резолуцијом Информбироа из 1948. године.
- 11. јун — 83 особе рањене и најмање 100 повређено када се два аутомобила сударила на трци Великој награди Ле Мана.

### Јул
- 17. јул — Волт Дизни је у Анахајму отворио први Дизниленд.

### Септембар
- 6. септембар — У нередима, оркестрираним од Турске владе, побеснела руља извршила је погром над преосталим грчким становништвом Цариграда.

### Октобар
- 18. октобар — Почела производња Заставе 750 — једног од симбола СФРЈ.

### Децембар
- 1. децембар — Кројачица Роса Паркс је ухапшена након што је одбила да уступи место белцу у аутобусу у Монтгомерију, што је довело до бојкота аутобуса у Монтгомерију.

## Рођења

### Јануар
- 6. јануар — Роуан Аткинсон, енглески глумац, комичар и сценариста[1]
- 9. јануар — Џеј Кеј Симонс, амерички глумац[2]
- 18. јануар — Кевин Костнер, амерички глумац, редитељ, продуцент и музичар[3]
- 18. јануар — Френки Наклс, амерички ди-џеј и музички продуцент (прем. 2014)[4]
- 22. јануар — Рајко Жижић, српски кошаркаш и кошаркашки тренер (прем. 2003)[5]
- 26. јануар — Еди ван Хејлен, холандско-амерички музичар, најпознатији као суоснивач и гитариста групе  (прем. 2020)[6]
- 28. јануар — Никола Саркози, француски политичар, 23. председник Француске[7]
- 31. јануар — Вирђинија Рузич, румунска тенисерка[8]

### Фебруар
- 3. фебруар — Момир Рнић, српски рукометаш и рукометни тренер[9]
- 5. фебруар — Милован Јовић, српски фудбалер (прем. 2009)[10]
- 7. фебруар — Стивен Гулд, амерички писац[11]
- 8. фебруар — Итан Филипс, амерички глумац[12]
- 21. фебруар — Келси Грамер, амерички глумац, продуцент, редитељ, сценариста и певач[13]
- 24. фебруар — Ален Прост, француски аутомобилиста, возач Формуле 1[14]
- 24. фебруар — Стив Џобс, амерички информатичар (прем. 2011)[15]
- 28. фебруар — Гилберт Готфрид, амерички глумац и стендап комичар (прем. 2022)[16]

### Март
- 4. март — Доминик Пинон, француски глумац[17]
- 9. март — Орнела Мути, италијанска глумица[18]
- 14. март — Данијел Бертони, аргентински фудбалер[19]
- 15. март — Јасна Злокић, хрватска певачица[20]
- 16. март — Љиљана Ђурић, српска глумица[21]
- 17. март — Марк Бун Млађи, амерички глумац[22]
- 17. март — Гари Синис, амерички глумац, редитељ и музичар[23]
- 19. март — Брус Вилис, амерички глумац, продуцент и музичар[24]
- 22. март — Лена Олин, шведска глумица[25]
- 23. март — Мозиз Малон, амерички кошаркаш (прем. 2015)[26]
- 28. март — Риба Макентајер, америчка музичарка, глумица и музичка продуценткиња[27]
- 29. март — Брендан Глисон, ирски глумац и редитељ[28]
- 29. март — Марина Сиртис, британско-америчка глумица[29]
- 31. март — Ангус Јанг, аустралијски музичар, најпознатији као гитариста групе [30]

### Април
- 6. април — Мајкл Рукер, амерички глумац[31]
- 8. април — Слободан Лозанчић, српски одбојкаш[32]
- 8. април — Кејн Ходер, амерички глумац и каскадер[33]
- 9. април — Милутин Караџић, српско-црногорски глумац и продуцент[34]
- 10. април — Цвијетин Благојевић, босанскохерцеговачко-српски фудбалер и фудбалски тренер[35]
- 13. април — Сафет Сушић, босанскохерцеговачки фудбалер и фудбалски тренер[36]
- 17. април — Пит Шели, енглески музичар, најпознатији као суоснивач, певач и гитариста групе  (прем. 2018)[37]
- 23. април — Џуди Дејвис, аустралијска глумица[38]
- 25. април — Америко Галего, аргентински фудбалер и фудбалски тренер[39]
- 29. април — Кејт Малгру, америчка глумица[40]

### Мај
- 11. мај — Шаба Ду, амерички глумац, плесач и кореограф (прем. 2020)[41]
- 14. мај — Дарко Бајић, српски редитељ, сценариста и продуцент[42]
- 16. мај — Дебра Вингер, америчка глумица[43]
- 17. мај — Бил Пакстон, амерички глумац и редитељ (прем. 2017)[44]
- 18. мај — Чау Јун-Фат, кинески глумац[45]
- 27. мај — Ричард Шиф, амерички глумац и редитељ[46]
- 31. мај — Томи Емануел, аустралијски музичар, најпознатији као гитариста[47]

### Јун
- 1. јун — Душан Савић, српски фудбалер[48]
- 2. јун — Дејна Карви, амерички глумац, стенд-ап комичар, имитатор, сценариста и продуцент[49]
- 5. јун — Аки Рахимовски, македонско-хрватски музичар, најпознатији као фронтмен и певач групе Парни ваљак (прем. 2022)[50]
- 7. јун - Милорад Комраков, српски новинар (прем. 2025)
- 7. јун — Вилијам Форсајт, амерички глумац[51]
- 19. јун — Ерол Кадић, српски глумац, (прем. 2025)[52]
- 21. јун — Мишел Платини, француски фудбалер и фудбалски тренер[53]
- 23. јун — Жан Тигана, француски фудбалер и фудбалски тренер[54]
- 27. јун — Изабел Ађани, француска глумица[55]
- 27. јун — Младен Андрејевић, српски глумац[56]
- 29. јун — Зорица Брунцлик, српска певачица[57]

### Јул
- 2. јул —Ендру Дивоф, амерички глумац[58]
- 8. јул — Владислава Владица Милосављевић, српска глумица[59]
- 9. јул — Џими Смитс, амерички глумац[60]
- 22. јул — Вилем Дефо, амерички глумац[61]

### Август
- 4. август — Били Боб Торнтон, амерички глумац, комичар, редитељ, сценариста и музичар[62]
- 7. август — Вејн Најт, амерички глумац и комичар[63]
- 13. август — Пол Гринграс, енглески редитељ, продуцент и сценариста[64]
- 19. август — Питер Галагер, амерички глумац, музичар и писац[65]
- 21. август — Гордана Гаџић, српска глумица[66]
- 25. август — Бранислав Лечић, српски глумац и политичар[67]
- 27. август — Роберт Ричардсон, амерички сниматељ и директор фотографије[68]
- 31. август — Сеад Липовача, босанскохерцеговачки музичар, најпознатији као фронтмен и гитариста групе Дивље јагоде[69]

### Септембар
- 7. септембар — Мира Фурлан, хрватска глумица и певачица (прем. 2021)[70]
- 10. септембар — Ђанина Фачо, костариканска глумица и продуценткиња[71]
- 25. септембар — Карл-Хајнц Румениге, немачки фудбалер[72]

### Октобар
- 3. октобар — Видоја Божиновић Џинџер, српски музичар, најпознатији као гитариста група Рибља чорба, Поп машина и Рок машина[73]
- 3. октобар — Жељко Самарџић, српски певач[74]
- 3. октобар  — Слађана Милошевић, српска певачица (прем. 2024)[75]
- 4. октобар — Хорхе Валдано, аргентински фудбалер и фудбалски тренер[76]
- 6. октобар — Бранко Чрнац Туста, хрватски музичар, најпознатији као фронтмен и певач групе КУД Идијоти (прем. 2012)
- 11. октобар — Ханс Петер Бригел, немачки фудбалер и фудбалски тренер[77]
- 15. октобар — Танја Робертс, америчка глумица, продуценткиња и модел (прем. 2021)[78]
- 15. октобар — Родољуб Шабић, српски правник и политичар, познат као први повереник за информације од јавног значаја Републике Србије

### Новембар
- 5. новембар — Љиљана Благојевић, српска глумица[79]
- 5. новембар — Милорад Пуповац, хрватски филолог, лингвиста и политичар, политички представник Срба у Хрватској[80]
- 2. новембар — Кенет Мап, гувернер Америчких Девичанских Острва
- 10. новембар — Роланд Емерих, немачки редитељ, сценариста и продуцент[81]
- 13. новембар — Вупи Голдберг, америчка глумица, комичарка и списатељица[82]
- 14. новембар — Сулејман Халиловић, босанскохерцеговачки фудбалер[83]
- 18. новембар — Срђан Кнежевић, српски спортски новинар (прем. 2006)[84]
- 21. новембар — Седрик Максвел, амерички кошаркаш[85]
- 28. новембар — Алесандро Алтобели, италијански фудбалер[86]
- 30. новембар — Били Ајдол, енглески музичар и глумац[87]

### Децембар
- 8. децембар — Миленко Заблаћански, српски глумац, редитељ и сценариста (прем. 2008)[88]
- 10. децембар — Горан Ивандић, југословенски музичар, најпознатији као бубњар групе Бијело дугме (прем. 1994)[89]
- 15. децембар — Пол Симонон, енглески музичар, најпознатији као басиста групе [90]
- 16. децембар — Зандер Беркли, амерички глумац и продуцент[91]
- 20. децембар — Дара Џокић, српска глумица[92]

## Смрти

### Јануар
- 11. јануар — Родолфо Грацијани, италијански генерал[93]
- 21. јануар — Арчи Хан, амерички атлетичар[94]

### Март
- 5. март — Леонид Говоров, маршал Совјетског Савеза.[95]
- 11. март — Александер Флеминг, шкотски барктериолог. (* 1881)[96]

### Април
- 18. април — Алберт Ајнштајн, немачки физичар. (* 1879)[97]

### Мај
- 4. мај — Луј Бреге, француски конструктор авиона[98]
- 26. мај — Алберто Аскари, италијански аутомобилиста[99]
- 30. мај — Бил Вуковић, амерички аутомобилиста српског порекла. (* 1918)[100]

### Јул
- 23. јул — Кордел Хал, амерички политичар[101]

### Септембар
- 30. септембар — Џејмс Дин, амерички филмски глумац (* 1931)[102]

### Новембар
- 5. новембар — Морис Утрило, француски сликар. (* 1883)[103]

## Нобелове награде
- Физика — Вилис Јуџин Лам и Поликарп Куш
- Хемија — Винсент ду Винјо
- Медицина — Аксел Хуго Теодор Теорел
- Књижевност — Халдор Лакснес
- Мир — Награда није додељена
- Економија — Награда у овој области почела је да се додељује 1969. године